# Герман Вайнгертнер

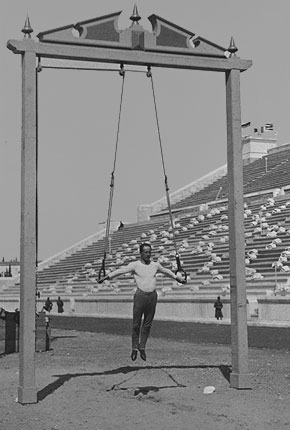
Герман Вайнгертнер під час вправ на кільцях

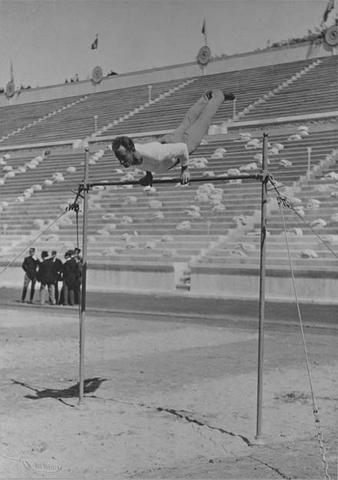
Герман Вайнгертнер під час вправ на поперечині

Герман Вайнгертнер (нім. Hermann Weingärtner; 27 серпня 1864, Франкфурт-на-Одері — 22 грудня 1919, там само) — німецький гімнаст, триразовий чемпіон літніх Олімпійських ігор 1896.
У складі німецької збірної з гімнастики він став чемпіоном у змаганнях на брусах і перекладині. Також, він зайняв перше місце в індивідуальних змаганнях на поперечині.
Вайнгертнер також був тричі призером ігор — срібним у вправах на коні й кільцях, і бронзовим в опорному стрибку.
Його шість медалей, половина з яких золоті, зробили його найрезультативнішим спортсменом ігор, а за кількістю золотих медалей він став другим після свого співвітчизника Карла Шумана.
Вайнгертнер був торговцем та директором басейну у Франкфурті-на-Одері. Він потонув у Одері, намагаючись врятувати іншу людину.